# 欧加登
欧加登（英语：Ogadēn，索马里语：Ogaadeen），是埃塞俄比亚东部索马里州的部分地区，面积约为180,000平方公里，在历史上曾被称为“埃塞俄比亚属索马里”（Ethiopian Somaliland），以与英属索马里、法属索马里和意属索马里相对应。
19世纪末，该地区被埃塞俄比亚皇帝孟尼利克二世征服，1897年，英国承认埃塞俄比亚对该地区的占领，并与其签订正式条约划分了边界。意属东非时期属索马里省。二战后曾一度被英国占领，与豪德划为一个军事管辖区。索马里独立后，长期对此地区有领土要求。1970年代后期，埃塞俄比亚和索马里两国曾为争夺此地区而进行了一场欧加登战争。